# Curly Russell
 (août 2025).
Si vous disposez d'ouvrages ou d'articles de référence ou si vous connaissez des sites web de qualité traitant du thème abordé ici, merci de compléter l'article en donnant les références utiles à sa vérifiabilité et en les liant à la section « Notes et références ».
Pour les articles homonymes, voir Russell.
Curley Russell (19 mars 1917 - 3 juillet 1986) est un contrebassiste américain ; il joue du jazz et principalement du Bebop.
Au sommet de sa carrière il est renommé pour son habileté à jouer aux tempos les plus rapides, typiques du Bebop. Il a entre autres enregistré aux côtés d'Art Blakey, Clifford Brown, Tadd Dameron, Miles Davis, Stan Getz, Dexter Gordon, Johnny Griffin, Coleman Hawkins, Thelonious Monk, Charlie Parker, Bud Powell et Horace Silver. Il quitte le milieu de la musique à la fin des années 1950.
De l'avis de l'historien spécialiste du jazz Phil Schaap, le thème "Donna Lee" (basé sur la structure harmonique de (Back Home Again in) Indiana) porte le nom de la fille de Curly Russell.